# Кичигин, Александр Александрович
Алекса́ндр Алекса́ндрович Кичи́гин (род. 18 августа 1961, Мармыжи, Конышёвский район, Курская область, РСФСР, СССР) — российский политик. Глава администрации города Железногорска (1999—2003), с 2006 по настоящее время — депутат Курской областной Думы, был председателем её 4-го созыва. Заместитель Секретаря Курского Регионального отделения ВПП «Единая Россия».

## Биография

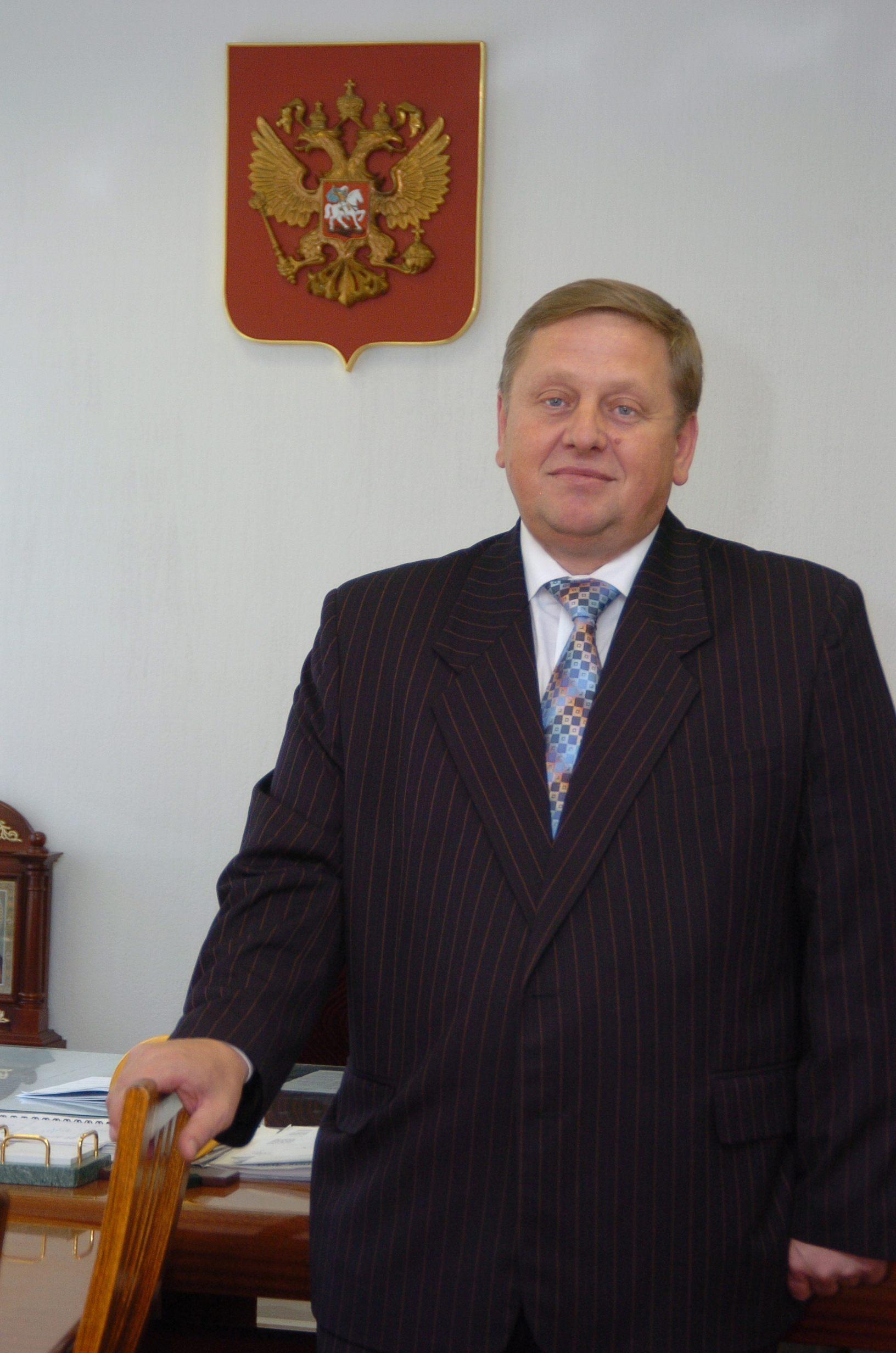
А.А. Кичигин

Родился 18 августа 1961 года в селе Мармыжи Конышёвского района. После окончания Железногорского профессионального училища № 16 по специальности автокрановщик, начал работать на Михайловском ГОКе. С 1979 по 1981 служил в рядах Советской армии. После чего вернулся работать на Михайловский ГОК машинистом фабрики окомкования. 
В 1987 году окончил исторический факультет Курского государственного педагогического института. В 2000 году — Академию государственной службы при Президенте Российской Федерации.
С февраля 1989 по 1991 год — первый секретарь Курского обкома ВЛКСМ. В 1991 году работал в Курском облисполкоме.
С 1992 по 1996 год — работа в коммерческих структурах.
С ноября 1996 по июль 1999 года — Глава администрации Железногорского района Курской области.
С июля 1999 по октябрь 2003 года — Глава администрации города Железногорска.
30 марта 2006 года на первом заседании Курской областной думы IV созыва был единогласно избран ее председателем. 